# Гранд-Ледж (Мічиган)
Гранд-Ледж (англ. Grand Ledge) — місто (англ. city) в США, в округах Ітон і Клінтон штату Мічиган. Населення — 7784 особи (2020).

## Географія
Гранд-Ледж розташований за координатами 42°45′12″ пн. ш. 84°44′29″ зх. д. / 42.75333° пн. ш. 84.74139° зх. д. (42.753228, -84.741258).  За даними Бюро перепису населення США в 2010 році місто мало площу 9,47 км², з яких 9,26 км² — суходіл та 0,21 км² — водойми. В 2017 році площа становила 10,09 км², з яких 9,84 км² — суходіл та 0,26 км² — водойми.

## Демографія
Згідно з переписом 2010 року, у місті мешкало 7786 осіб у 3357 домогосподарствах у складі 2063 родин. Густота населення становила 822 особи/км².  Було 3656 помешкань (386/км²).
Расовий склад населення:
| - 94,4 % — білих - 0,9 % — чорних або афроамериканців - 0,8 % — азіатів - 0,5 % — корінних американців - 0,1 % — вихідців з тихоокеанських островів |

До двох чи більше рас належало 2,5 %. Частка іспаномовних становила 4,6 % від усіх жителів.
За віковим діапазоном населення розподілялося таким чином: 24,3 % — особи молодші 18 років, 61,6 % — особи у віці 18—64 років, 14,1 % — особи у віці 65 років та старші. Медіана віку мешканця становила 38,8 року. На 100 осіб жіночої статі у місті припадало 91,3 чоловіків;  на 100 жінок у віці від 18 років та старших — 86,1 чоловіків також старших 18 років.
Середній дохід на одне домашнє господарство  становив 61 521 долар США (медіана — 50 685), а середній дохід на одну сім'ю — 76 504 долари (медіана — 63 864). Медіана доходів становила 47 621 долар для чоловіків та 41 554 долари для жінок. За межею бідності перебувало 9,9 % осіб, у тому числі 12,9 % дітей у віці до 18 років та 2,9 % осіб у віці 65 років та старших.
Цивільне працевлаштоване населення становило 4060 осіб. Основні галузі зайнятості: освіта, охорона здоров'я та соціальна допомога — 22,7 %, мистецтво, розваги та відпочинок — 15,6 %, виробництво — 11,9 %, роздрібна торгівля — 10,8 %.